# Rhijnvis Feith

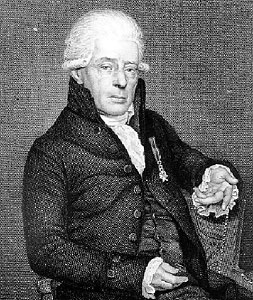
Rhijnvis Feith, incisione su rame (1825)

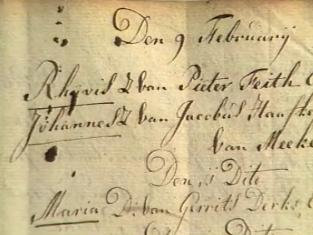
Atto di nascita di Rhijnvis Feith

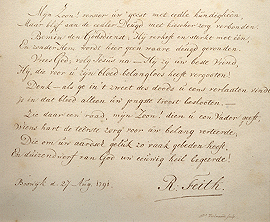
Poesia di Rhijnvis Feith

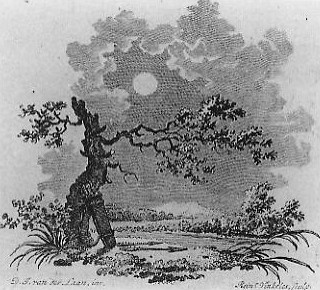
Incisione di Derk Jan van der Laan sull'opera Fanny

Rhijnvis Feith (Zwolle, 7 febbraio 1753 – Zwolle, 8 febbraio 1824) è stato uno scrittore e poeta olandese, autore di poesie, tragedie, alcune cantate e di un trattato teoretico su Kant e sull'arte poetica.

## Biografia
Feith proveniva da una famiglia aristocratica di Elburg ed era l'unico figlio di Peter Feith ed Elisabeth Spaar Studiò diritto a Leida (1769-1770) e si diplomò appena un anno dopo. Il 17 novembre 1772 sposò Ockje Groeneveld, da cui ebbe nove figli. L'estate viveva nella sua tenuta di campagna Boschwijk (Heinoseweg) e l'inverno in città. Qui riceveva ospiti come Willem Bilderdijk e Jan Frederik Helmers.
Feith si avvicinò alla fazione dei Patrioti olandesi, forse influenzato da Joan Derk van der Capellen tot den Pol, suo vicino di casa nella Bloemendalstraat. Nel febbraio del 1787 fu eletto borgomastro dal consiglio cittadino e senza approvazione dello statolder. Esercitò questa funzione per sette mesi. Nel settembre 1787 ci fu un'occupazione prussiana che restaurò il potere di Guglielmo V di Orange-Nassau. Feith non era un oppositore dello statolder ma si opponeva al partito filo-aristocratico.
Nel 1780 Feith fu nominato esattore delle tasse nell'ufficio riscossione tributi di suo padre. Esercitò questa funzione fino al 1814.
Feith morì a Zwolle l'8 febbraio 1824, il giorno dopo aver compiuto 71 anni. Fu sepolto nella chiesa Sint-Michaëlskerk di Zwolle, ma il 6 ottobre 1825 fu sepolto nel cimitero Algemene Begraafplaats Meppelerstraatweg, oggi museo nazionale. Così si è realizzato un suo desiderio, perché nel 1779 Feith aveva presentato una petizione alle autorità cittadine per far cessare le sepolture all'interno delle chiese e spostarle fuori le mura della città per motivi igienici.
Il poeta Anthony Christiaan Winand Staring scrisse una poesia in memoria di Feith.

## Opere
Rhijnvis Feith apparteneva alla corrente letteraria del sentimentalismo e fu influenzato, tra gli altri, da Edward Young, Friedrich Gottlieb Klopstock e Baculard d'Arnaud. La sua convinzione era quella di non seguire passivamente la natura ma di idealizzarla. 
Le sue opere sono:
- Het ideaal in de kunst (1782)
- Verhandeling over het heldendicht (1782)
- Fanny, een fragment (1783)
- Julia (1783; romanzo epistolare)
- Brieven over verscheidene onderwerpen (6 parti, 1784–1793)
- Thirsa, of de zege van de godsdienst (1784; tragedia)
- Dagboek mijner goede werken (1785)
- Ferdinand en Constantia (2 parti, 1785)
- Lady Johanna Gray (1791)
- Het graf (1792)
- Bijdragen ter bevordering der schoone kunsten en wetenschappen (3 pezzi, 1793–1796; scritto con Jacobus Kantelaar)
- Ines de Castro (1793; tragedia)
- Oden en gedichten (5 parti, 1796–1814)
- De ouderdom (1802)
- Brieven aan Sophie (1806)
- Verlustiging van mijnen ouderdom (1818)
- De eenzaamheid en De Wereld (1821)
- Verhandelingen (1826)
- Dicht- en prozaïsche werken (15 parti, 1824–1826)

## Monumento funebre

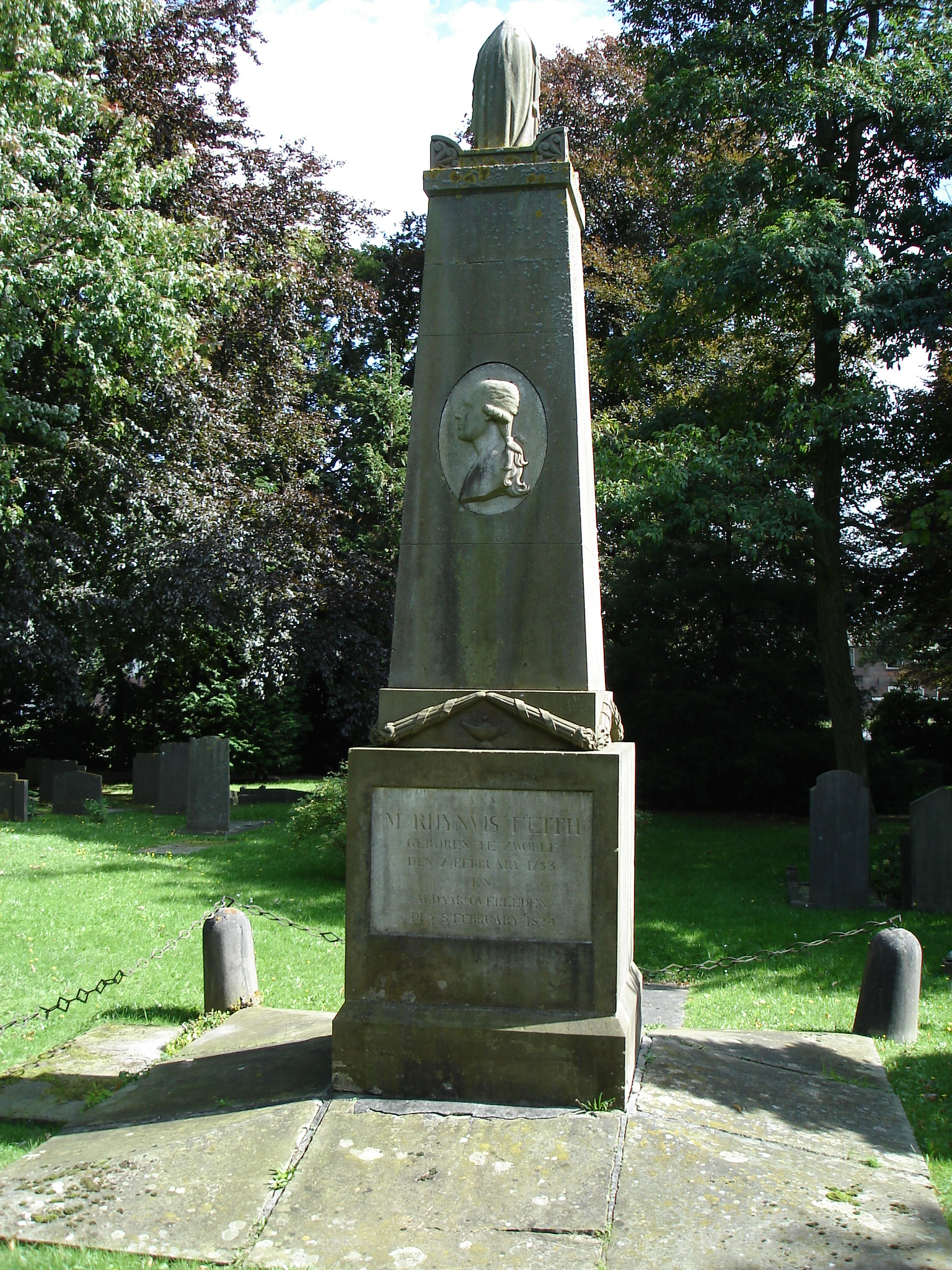
Tomba di Rhijnvis Feith, cimitero Meppelerstraatweg a Zwolle

Il 26 ottobre 1825 fu inaugurato un monumento sulla sua tomba, opera dello scultore P.J. Gabriël, un allievo di Antonio Canova.